# باشگاه فوتبال زنان اورتون
باشگاه فوتبال زنان اورتون (‎/ˈɛvərtən/‎) یک باشگاه فوتبال انگلیسی است. این تیم در لیورپول، انگلستان، مستقر است که در سوپر لیگ FA زنان، بخش بالای فوتبال زنان انگلستان حاضر است. این تیم در سال ۱۹۸۳ با نام هویلیک WFC تشکیل شد و اکنون بخشی از تیم باشگاه فوتبال اورتون است و از فوریه ۲۰۲۰ در والتون هال پارک در والتون بازی‌های خانگی انجام داده‌است. این تیم یک بار قهرمان لیگ دسته اول لیگ برتر، یک بار برنده جام لیگ برتر و دو بار قهرمان جام حذفی زنان شده‌است.

## تاریخ

### سال‌های اول
این باشگاه فعالیت خود را با نام Hoylake WFC در سال ۱۹۸۳ آغاز کرد. این باشگاه با Dolphins YC ادغام شد و به لیزو تبدیل شد و سپس در قراردادی حامی مالی Pacific را به عنوان خود اضافه کرد. در ۱۹۸۷–۸۸، با پیروزی در لیگ شمال غربی و فینال جام حذفی زنان ۱۹۸۸، با شکست ۳–۱ مقابل دونکستر بلز، شناخته شد. سال بعد مقابل دوستان فولهام با نتیجه ۳–۲ مغلوب شد. در سال‌های ۱۹۹۱ تا ۱۹۹۲، این تیم لیگ قهرمانان منطقه خود را برای مدت ۵ سال فتح کرده بود، و هنگامی که مسابقات ملی به‌طور منظم گسترش یافت و در فصل بعد به لیگ یک شمال راه یافت، فوراً در رده‌های بالاتر قرار گرفت و به لیگ برتر انگلیس پیوست.

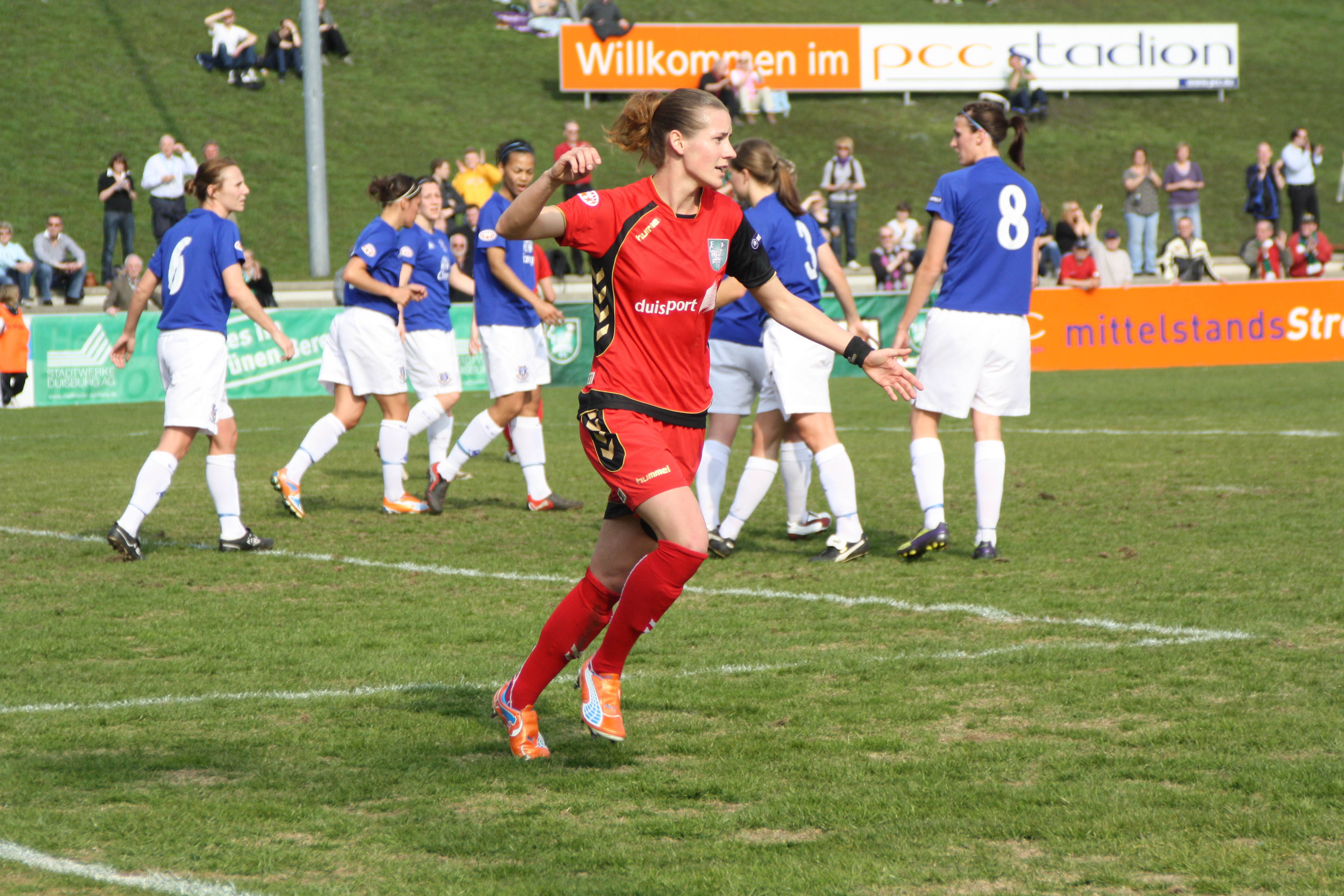
زیمون لاودر از دویسبورگ در لیگ قهرمانان برابر اورتون گلزنی می‌کند

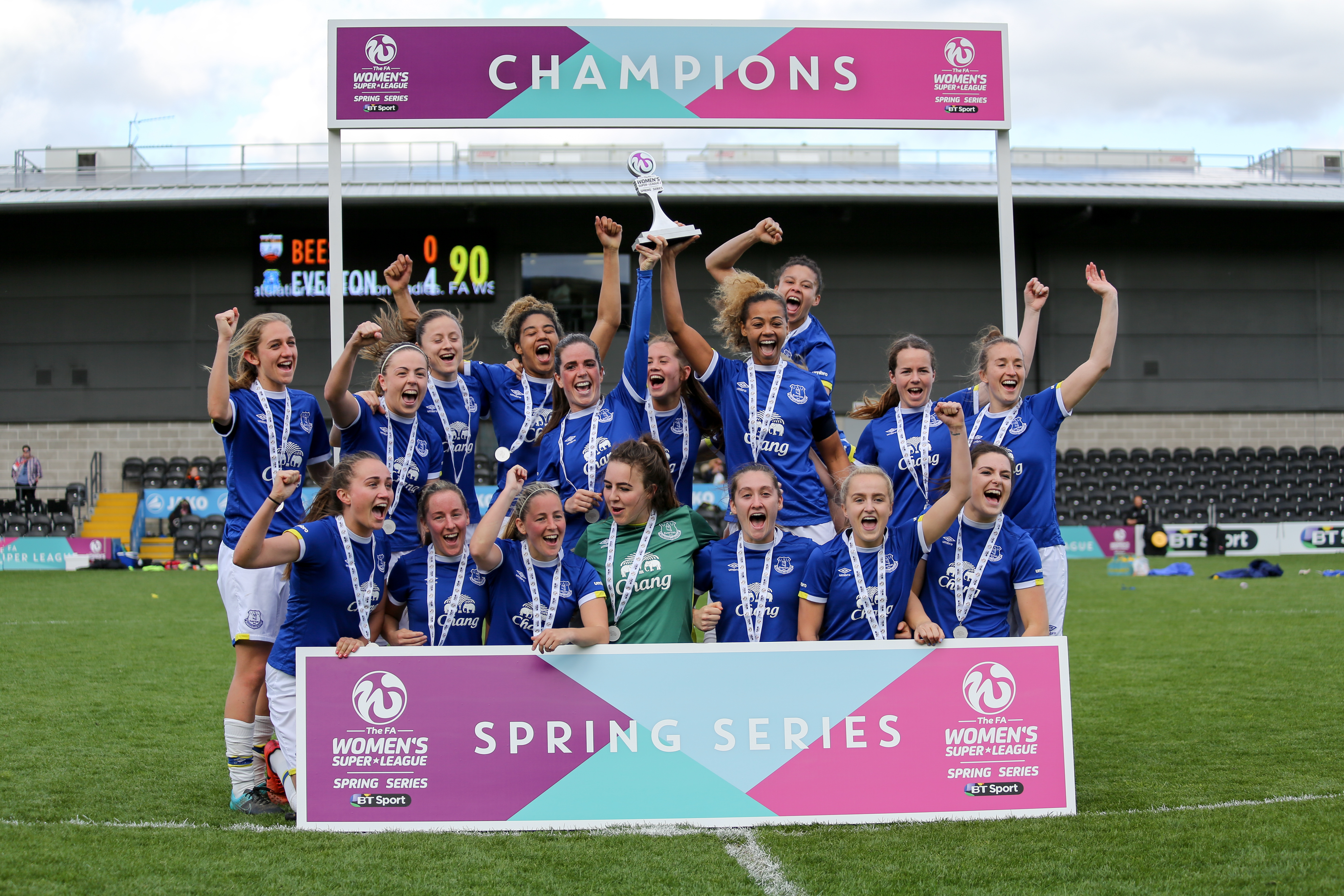
اورتون قهرمانی FA WSL 2 سری بهار را در سال ۲۰۱۷ جشن می‌گیرد.

در سال ۱۹۹۵، این باشگاه به بانوان اورتون معروف شد و همچنان این نام را برای خود را حفظ کرد. در سال ۱۹۹۷، این تیم به فینال جام لیگ برتر صعود کرد تا در برابر Millwall Lionesses 1–2 شکست بخورد. سال بعد، این تیم قهرمان لیگ برتر لیگ برتر شد که بزرگ‌ترین موفقیت باشگاه زنان اورتون تا به امروز است.
در سال ۱۹۹۹ این باشگاه بار دیگر در فینال لیگ کاپ با نتیجه ۱–۳ از باشگاه زنان آرسنال شکست خورد و در سال ۲۰۰۵ به فینال جام زنان انگلیس رسید تا پس از نمایش ناامیدکننده ۰–۱ به چارلتون اتلتیک ببازد.
اولین ورود این باشگاه به مسابقات یوفا باعث شد تا در بازی افتتاحیه خود مقابل تیم لیتوانیایی گینترا ۴–۰ پیروز شود. این تیم در بازی‌های گروهی دیگر مقابل گلنتوران و زولویل بدون بردن و به ثمر رساندن ۲۰ گل در این بازی پیروز شد. این کارزار در مرحله گروهی با رتبه دوم با ناامیدی پایان یافت. اورتون علی‌رغم غلبه بر والور در بازی گروهی خود با نتیجه ۳–۱، سوم شد و در میان جنجال‌های زیادی موفق به صعود به مرحله یک چهارم نهایی نشد.

## استادیوم
اورتون از سال ۱۹۹۸ روسک پارک را به عنوان ورزشگاه خود در اختیار داشت و در کروزبی با باشگاه فوتبال مارین تیم غیر لیگ همکاری داشت. روسک پارک برای ۱۵ سال خانه آبی‌ها خواهد بود.

## بازیکن فصل
- ۲۰۲۰ - دانیل ترنر
- ۲۰۱۹ - سیمون مگیل
- ۲۰۱۸ - آنگهاراد جیمز[۴]
- ۲۰۱۷ - دانیل ترنر[۵]
- ۲۰۱۶ - کلی جونز
- ۲۰۱۵ - سیمون مگیل
- ۲۰۱۴ - نیکیتا پاریس
- ۲۰۱۳ - تونی دوگان
- ۲۰۱۲ - راشل براون
- ۲۰۱۱ - ناتاشا داوی
- ۲۰۱۰ - جیل اسکات
- ۲۰۰۹ - فرا ویلیامز
- ۲۰۰۸ - لیندسی جانسون
- ۲۰۰۷ - فرا ویلیامز
- ۲۰۰۶ - جودی هندلی
- ۲۰۰۲ - فرا ویلیامز[۶]